# Dryophytes walkeri
Dryophytes walkeri är en groddjursart som beskrevs av Stuart 1954. Dryophytes walkeri ingår i släktet Dryophytes och familjen lövgrodor. Inga underarter finns listade i Catalogue of Life.
Arten förekommer på högplatå och i bergstrakter i södra Mexiko (delstat Chiapas) och i Guatemala. Den vistas i regioner som ligger 1450 till 2340 meter över havet. Dryophytes walkeri lever i blandskogar och i barrskogar samt på gräsmarker. Fortplantningen sker vid tillfälliga vattenpölar.
Beståndet hotas när landskapet omvandlas till odlingsmark eller till samhällen. I Guatemala blev arten mycket sällsynt. IUCN kategoriserar arten globalt som sårbar.